# Jane Sixsmith
Jane Sixsmith, née le 5 septembre 1967 à Sutton Coldfield, est une joueuse britannique de hockey sur gazon.
Elle fait partie de l'équipe de Grande-Bretagne de hockey sur gazon féminin médaillée de bronze des Jeux olympiques de 1992 à Barcelone.